# Unciaal 087
Unciaal 087 (Gregory-Aland), ε 27 (von Soden), is een van de Bijbelse handschriften in de Griekse taal. Het dateert uit de 6e eeuw en is geschreven met uncialen op perkament.

## Beschrijving
Het bevat de tekst van het Evangelie volgens Matteüs (1,23-2,2; 19,3-8; 21,19-24) en Evangelie volgens Johannes (18,29-35). De gehele codex bestaat uit 3 bladen (34 × 26 cm) en werd geschreven in een kolom per pagina, 18 regels per pagina.
De codex is een representant van het Alexandrijnse tekst-type, Kurt Aland plaatste de codex in Categorie II.

## Geschiedenis
Het handschrift werd verzameld door Konstantin von Tischendorf, J. Rendel Harris, en David C. Parker.
Het handschrift bevindt zich in de Russische Nationale Bibliotheek (Gr. 12,278), in Sint-Petersburg, en in de Katharinaklooster (Sinai Harris 11, 1 f.) in Sinaï.